# Albert Prisse
Le général baron Albert-Florent-Joseph Prisse (24 juin 1788 à Maubeuge – 22 novembre 1856 à Rome) est un militaire, ingénieur, diplomate et homme d’État belge, d'origine française. 

## Biographie
Issu d'une famille installée dans le Hainaut Français, Albert Prisse fit ses études à Paris et à Bruxelles. En 1807, il entra à l’École Militaire de Fontainebleau, il sort deux ans plus tard avec le grade de sous-lieutenant. Il fut successivement au 1er régiment de conscrits chasseurs, le 3e régiment de voltigeurs. Il prit part à la campagne d’Autriche et combattit à la bataille de Wagram. Il fut ensuite envoyé en Espagne, où il devint lieutenant. Il fut réformé à la suite d'une blessure mal soignée, en 1813. Le 4 mai 1813, il fut nommé contrôleur dans le département du Mont-Tonnerre à Mayence.
Il travailla alors pour l’administration des contributions directes, à Maastricht en tant que contrôleur. Mais à la suite du rappel sous les armes de tous les officiers retraités par Napoléon, il réintégra l'armée au grade de capitaine jusqu'à la capitulation de Maastricht. Privé de sa fonction dans l’administration des contributions, il se rendit à Paris pour travailler. En 1815, il fut d’abord nommé contrôleur à Vannes, ensuite à Lille mais c’est dans les cantons de Dour, de Merbes-le-Château et de Beaumont. En 1816, il rentra à Maastricht où il fut intégré à l’armée des Pays-Bas, en tant que capitaine. Il travailla principalement à la reconnaissance topographique.
Lors des événements de 1830, il joignit le camp belge et il fut nommé lieutenant-colonel et en 1831, colonel d’état-major. Il fut un des premiers officiers attachés à l’état-major du roi Léopold Ier, il fut par la suite aide de camp du roi et sous-chef de l’état-major général et pris une part active à la réorganisation de l’armée. Il fut ensuite nommé lieutenant-général le 12 avril 1834, et prit le commandement de la province d’Anvers. Il fut aide du camp du roi jusqu’en 1846, date à laquelle, il entra comme ministre de la guerre dans le Gouvernement de Theux II dernier gouvernement unioniste.
En 1850, il fut nommé adjudant-général du roi. Il figure dans la liste des fondateurs de l'Université libre de Bruxelles. Il décéda le 22 novembre 1856.
De religion catholique il avait épousé une protestante Louise Rigano (1792-1848) et fit élever ses enfants dans la religion de leur mère.

## Mort
Il est allé passer l’hiver de 1856 à Rome, mais il est mort le 22 novembre. Il est enterré dans l’église de Saint-Julien des Belges, sous un monument élevé par sa famille.

## Distinctions et décorations
- Nommé Baron en 1844
- Nommé Ministre d'État en 1854
- Commandeur de l'ordre de Léopold (nommé le 30 mars 1846)
- Grand officier de la Légion d'honneur
- Commandeur de l'ordre du Lion néerlandais
- Grand-Croix de l'ordre de la Couronne de chêne

## Famille
Albert Prisse est le père du baron Édouard Prisse, créateur du chemin de fer belge et beau-frère d'Émile de Laveleye, époux de sa sœur, Marie Esther Prisse (1826-1907).

## Source
- Catherine Leclercq, Jacques de Lalaing : artiste et homme du monde (1858-1917, Bruxelles, Académie royale de Belgique, Classe des Beaux Arts, 2006, 443 p. (ISBN 978-2-803-10232-7), p. 394-395.